# Calmeilles
Calmeilles (in catalano Calmella) è un comune francese di 64 abitanti situato nel dipartimento dei Pirenei Orientali nella regione dell'Occitania.

## Geografia fisica

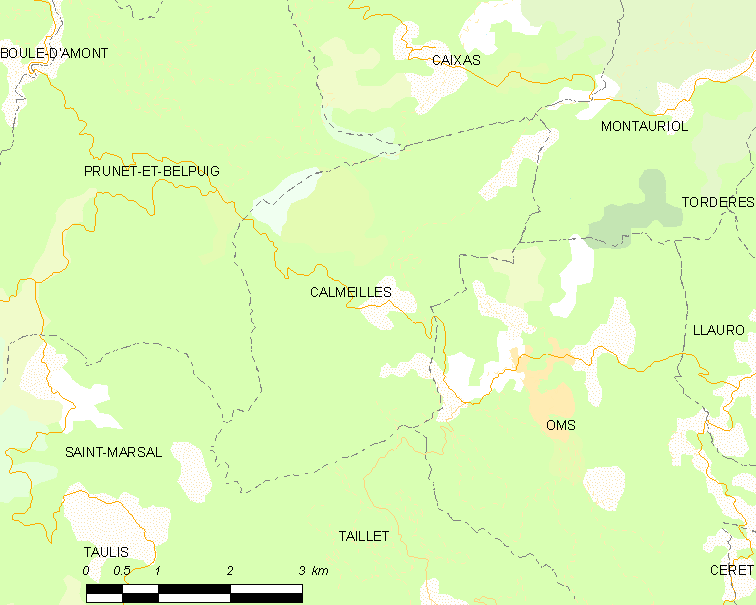
Situazione di Calmeilles

## Società

### Evoluzione demografica
Abitanti censiti